# Grue cendrée
Grus grus
Espèce
Répartition géographique
Statut de conservation UICN

 LC  : Préoccupation mineure
Statut CITES
La grue cendrée (Grus grus) est une espèce de grands oiseaux de la famille des gruidés.
La population mondiale de grues cendrées adultes est estimée en 2021 à 482 000 individus et en augmentation, ce qui fait classer l'espèce en « préoccupation mineure ».

## Morphologie
La grue cendrée mesure de 110 à 130 cm, pour une envergure de 190 à 230 cm et un poids de 4 à 7 kg. Comme son nom l'indique, elle est principalement grise avec une bande blanche verticale le long du cou, tandis qu'une touffe de plumes noires garnit sa queue. Elle porte sur le crâne une portion de peau nue rouge, peu visible dans la nature.

## Alimentation
Elle se nourrit d'insectes, de graines (maïs…), d'herbes et de jeunes pousses ainsi que de mollusques et de vers.
En hiver, elle se nourrit de glands de chêne vert, d'olives, de restes des cultures de maïs, de rizières ou d'autres graines,.

## Reproduction
Cette espèce se reproduit en Europe du Nord et en Asie de l'Ouest. Les couples sont unis pour la vie et les poussins sont nidifuges. En Grande-Bretagne, au XVIIe siècle, l'espèce était éteinte. Actuellement une petite population niche de nouveau dans le parc national des Norfolk Broads.

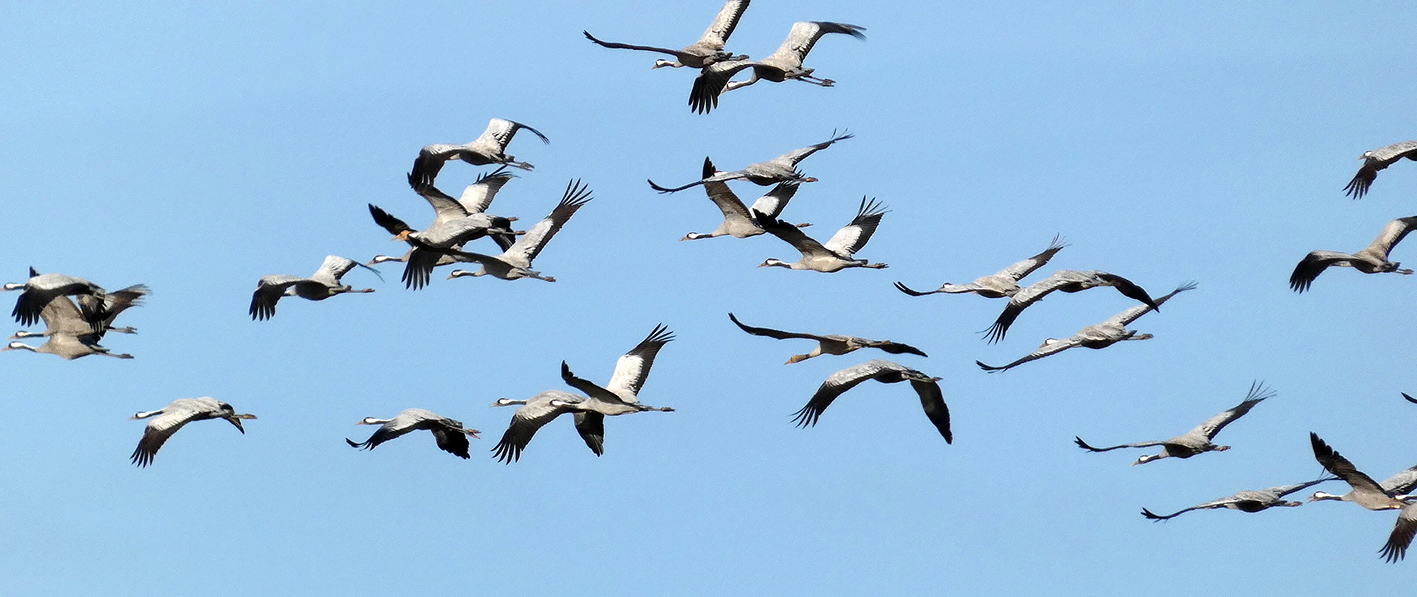
Migration d'automne en Brenne.

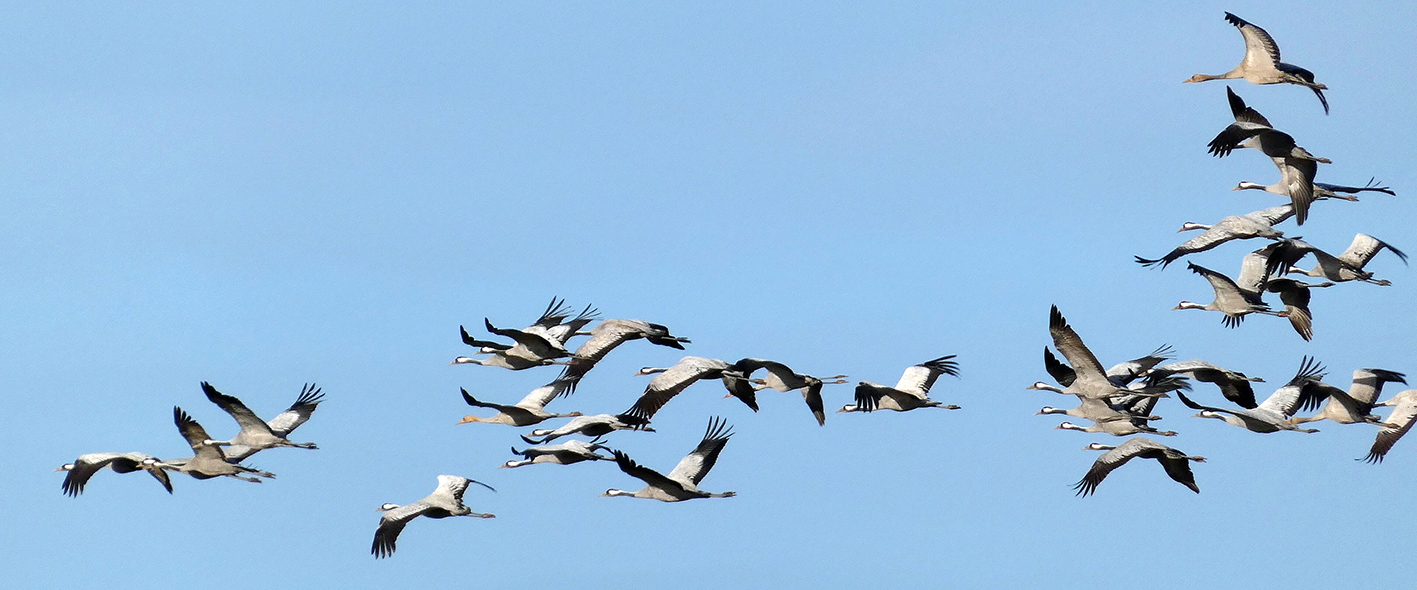
Des milliers de grues cendrées transitent par la Brenne lors de la migration d'automne.

## Migration

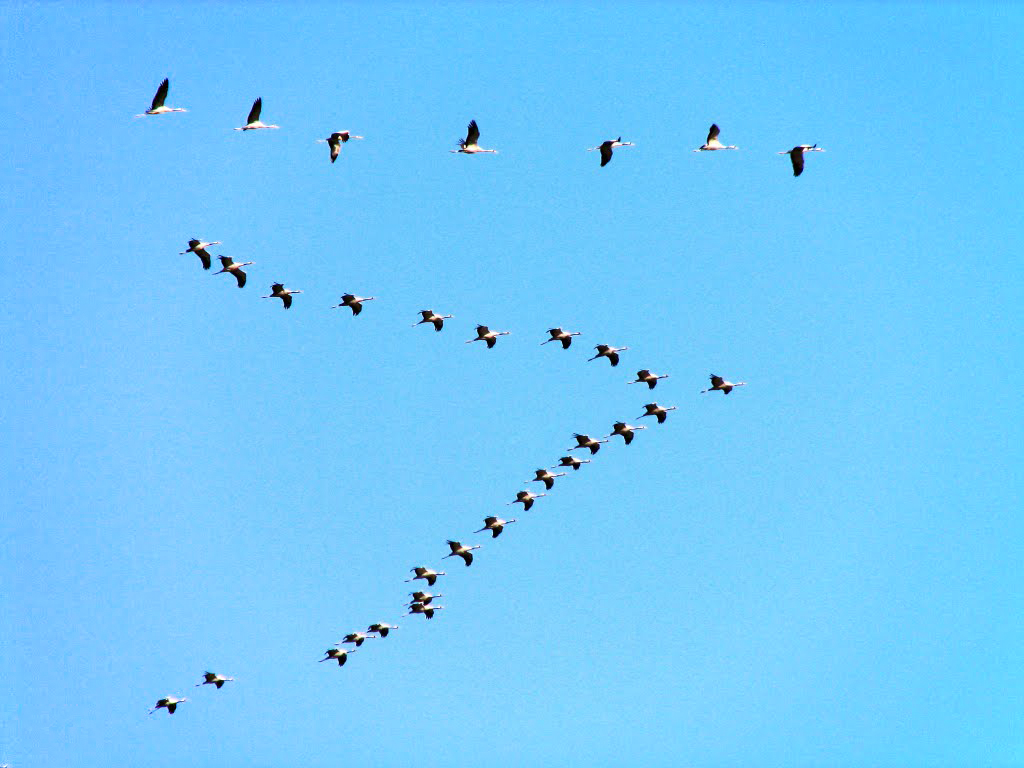
Migration de grues cendrées vers le lac salé de Meyghan, dans la province iranienne de Markazi,

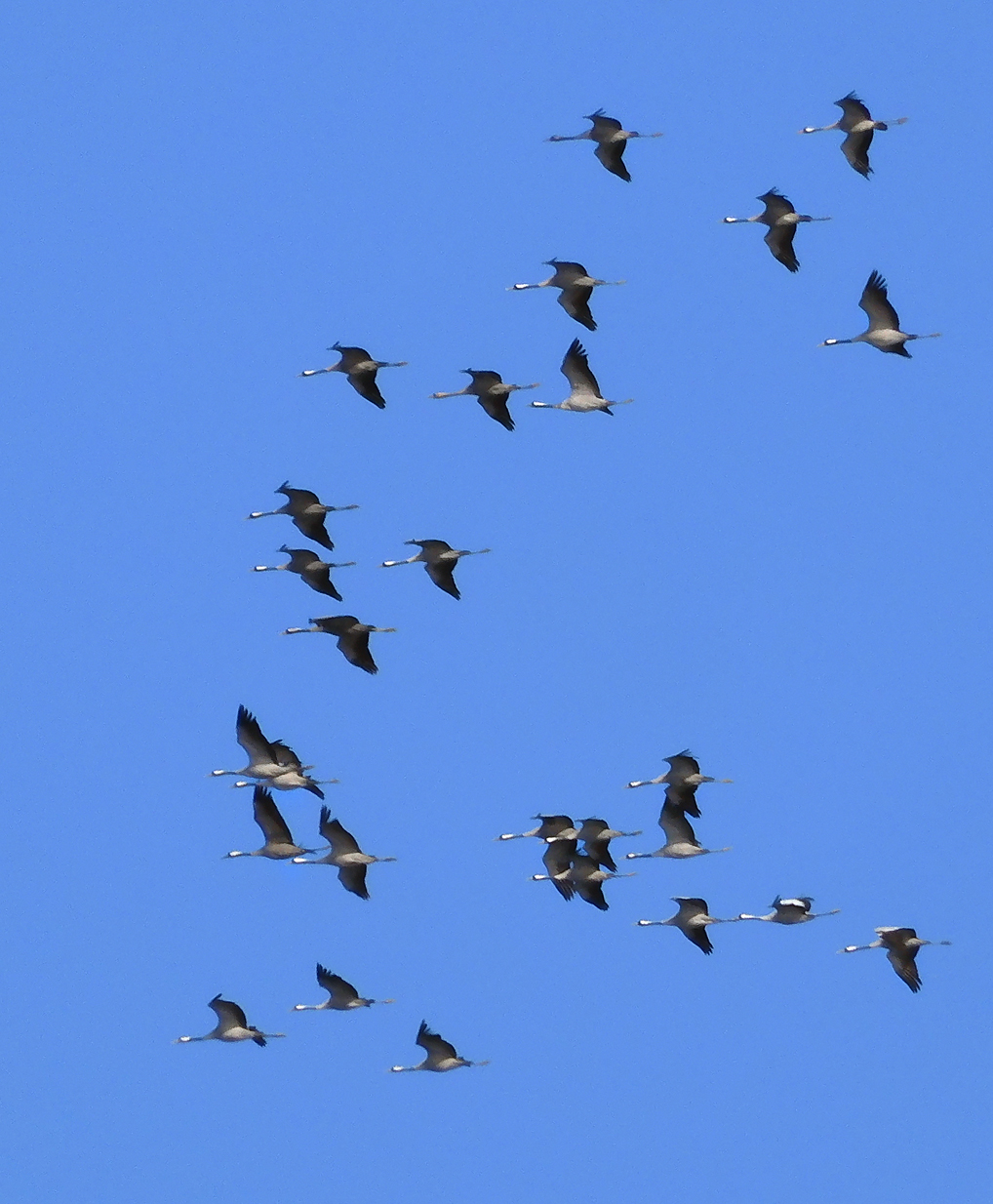
Une petite volée de grues à Ystad.

Les Grues cendrées sont des oiseaux puissants qui migrent sur environ 2 500 km de distance.  
Elles passent l'été dans leur pays de reproduction au nord de l'Europe (Suède, Norvège, Finlande...).  
Elles passent l'hiver en Afrique du Nord et surtout en Espagne ; depuis les années 2000, à cause du réchauffement climatique, on observe qu'une partie des oiseaux hiverne en Lorraine, Champagne-Ardenne, c'est-à-dire dans l'Est de la France et en sud Vendée dans le marais poitevin voire en Allemagne. 
Les vols migratoires sont en forme de V ou de Y. 
La France est un important pays d'accueil pour les grues venant y faire une halte ou pour hiverner. Les principaux sites fréquentés sont le lac du Der qui détient le record absolu d'individus présents simultanément (nombre estimé à 268 120 par les compteurs bénévoles de la LPO), la réserve naturelle nationale du val de Loire, le site d'Arjuzanx, la baie de l’Aiguillon (Réserve ornithologique de Saint Denis du Payré), le lac de Puydarrieux et la Camargue  (dont les effectifs poursuivent une croissance régulière ces dernières années ,,).
En vol, les grues cendrées crient, la plupart du temps, environ toutes les dix à quinze secondes. Le chant, un « grou » sonore, s'entend jusqu'à quatre kilomètres. C'est une particularité anatomique du bréchet de la grue qui explique son  exceptionnelle puissance.
Les grues cendrées, comme les cigognes, ont l'habitude d'utiliser les ascendances thermiques pour s'élever en planant et migrer en se déplaçant d'un thermique à l'autre en évitant le vol battu. Ainsi, elles planent et économisent leur énergie. Le vol battu est utilisé en cas de mauvais temps, de vol de nuit ou au-dessus de la mer. Leur vitesse peut atteindre 90 km/h, avec une altitude de vol pouvant aller de 200 m à 1 500 m.

## Nidification

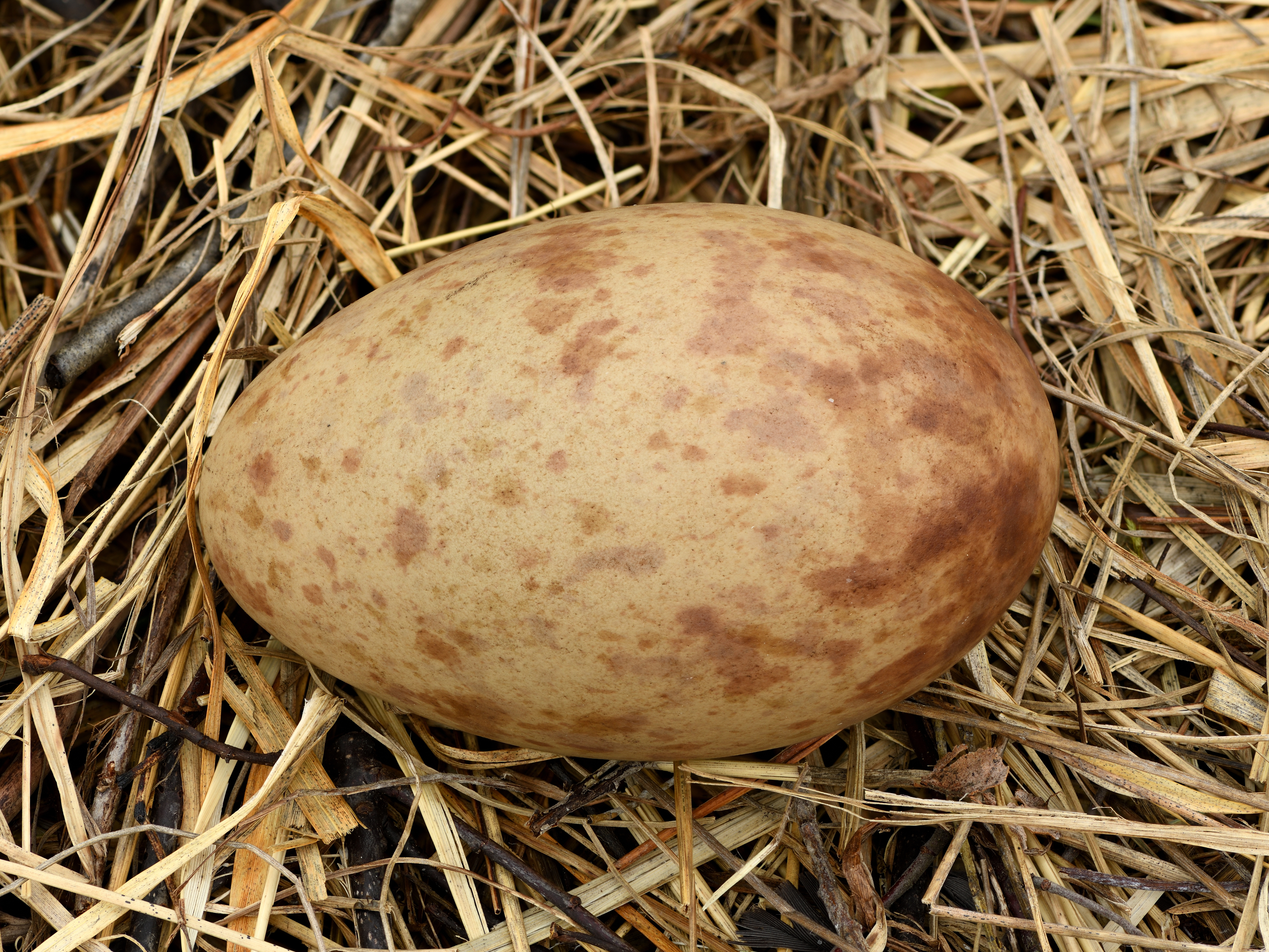
Œuf.

Gros tas de tiges et de feuilles au sol, sur lequel l'oiseau se tapit (2 œufs/1 ponte/mai-juillet).

## Voix
Très sonores, clameurs trompettantes.

## Protection
Autrefois, la grue cendrée a constitué un mets de choix sur la table des rois et des aristocrates de France. Elle commence à être protégée en 1967. Elle bénéficie d'une protection totale sur le territoire français depuis 1976. Elle est inscrite à l'annexe I de la Directive oiseaux de l'Union européenne. Il est donc interdit de la détruire, de la mutiler, de la capturer ou de l'enlever, de la perturber intentionnellement ou de la naturaliser, ainsi que de détruire ou d'enlever les œufs et les nids et de détruire, d'altérer ou de dégrader leur milieu. Qu'elle soit vivante ou morte, il est aussi interdit de la transporter, colporter, de l'utiliser, de la détenir, de la vendre ou de l'acheter. Toutefois les interdictions de  transporter, colporter, de l'utiliser, de la détenir, de la vendre ou de l'acheter ne s'appliquent pas aux spécimens nés & élevés en captivité et identifiés (art. octobre 2009).

## Galerie

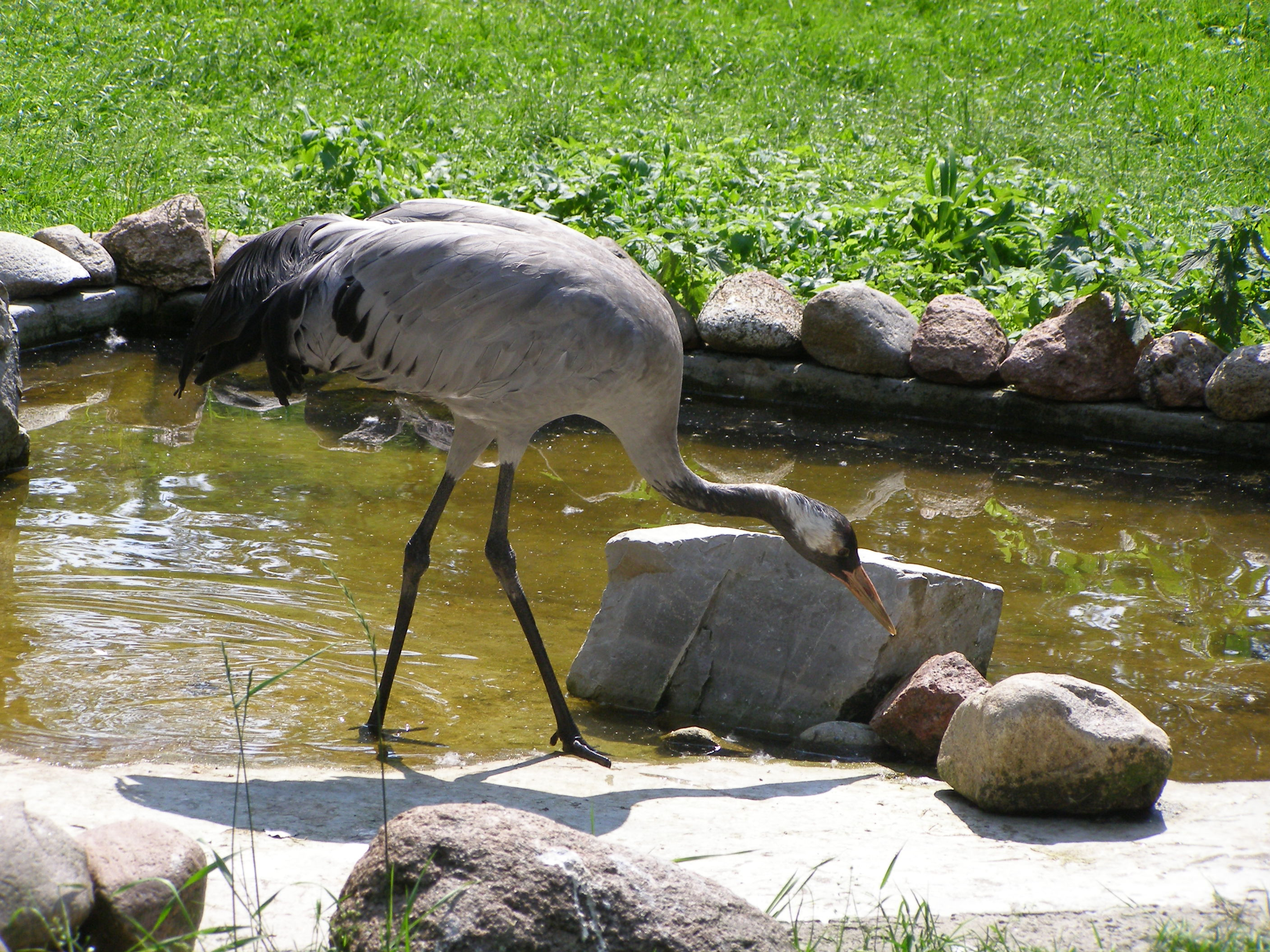
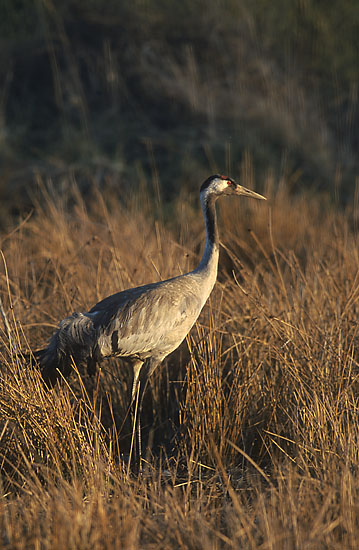
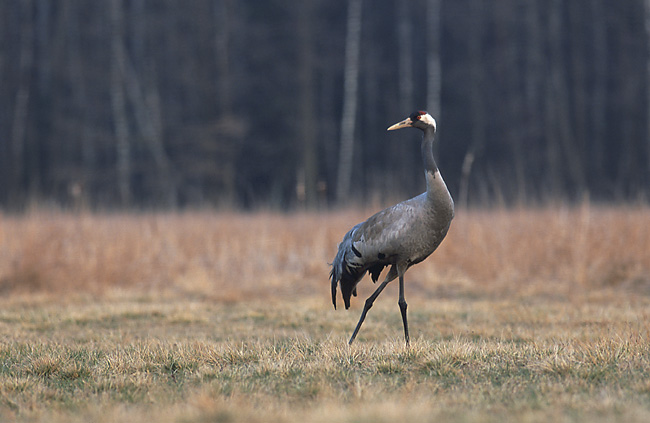
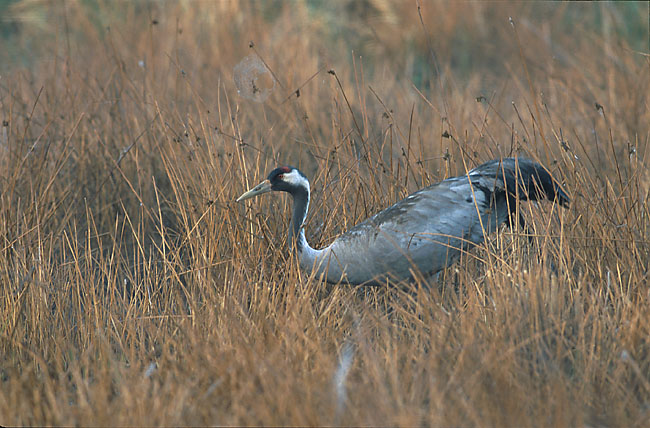
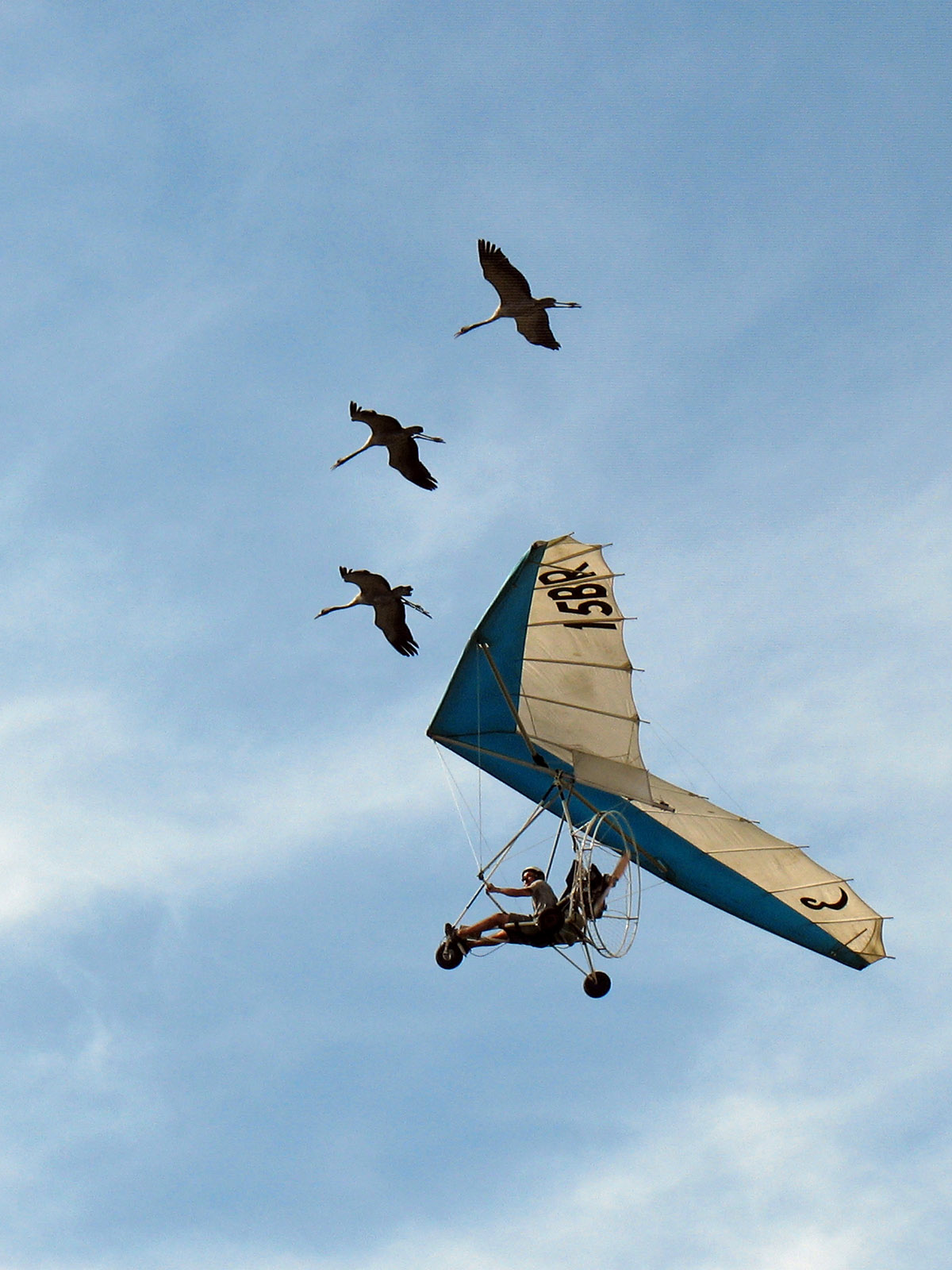
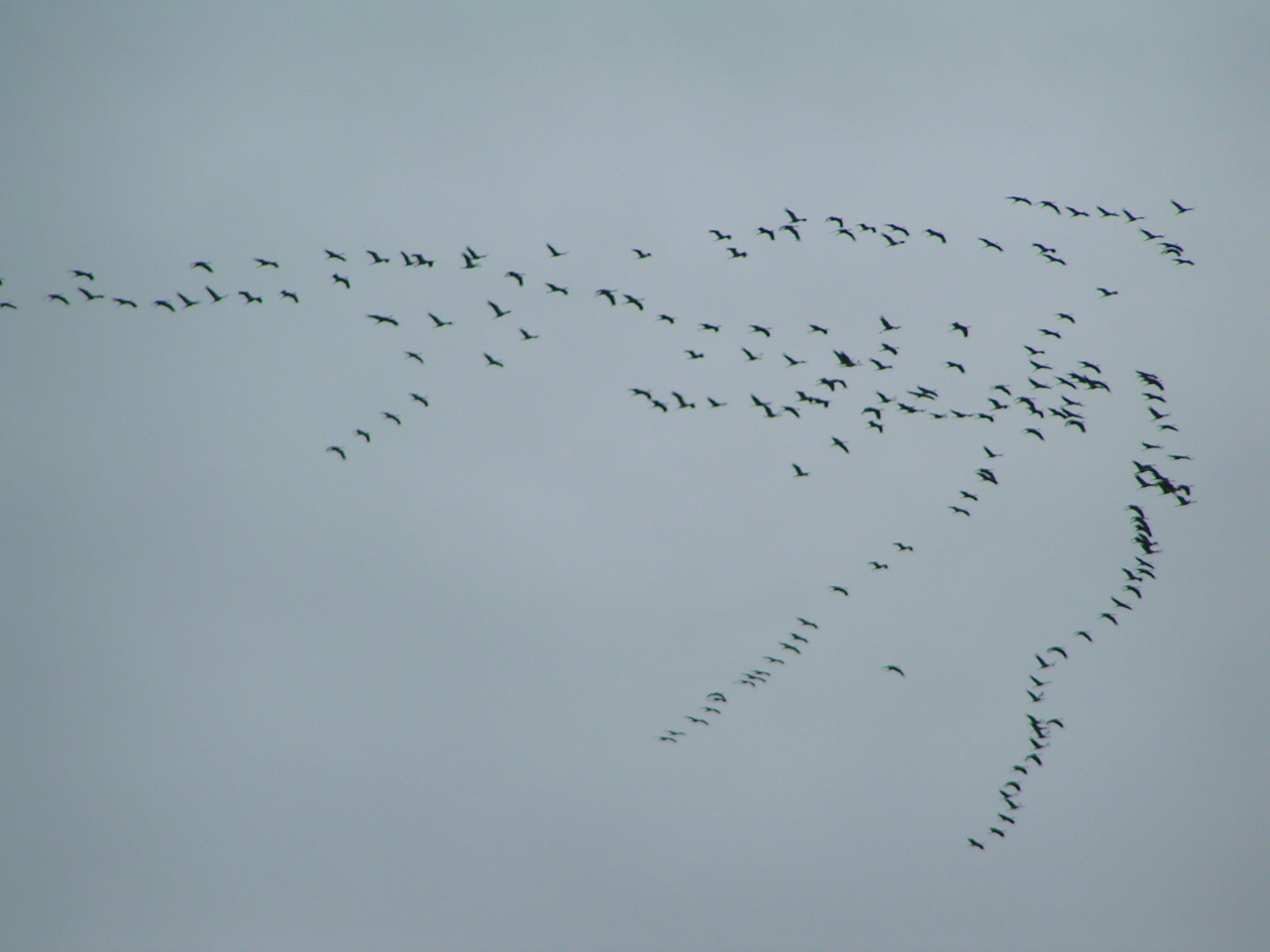
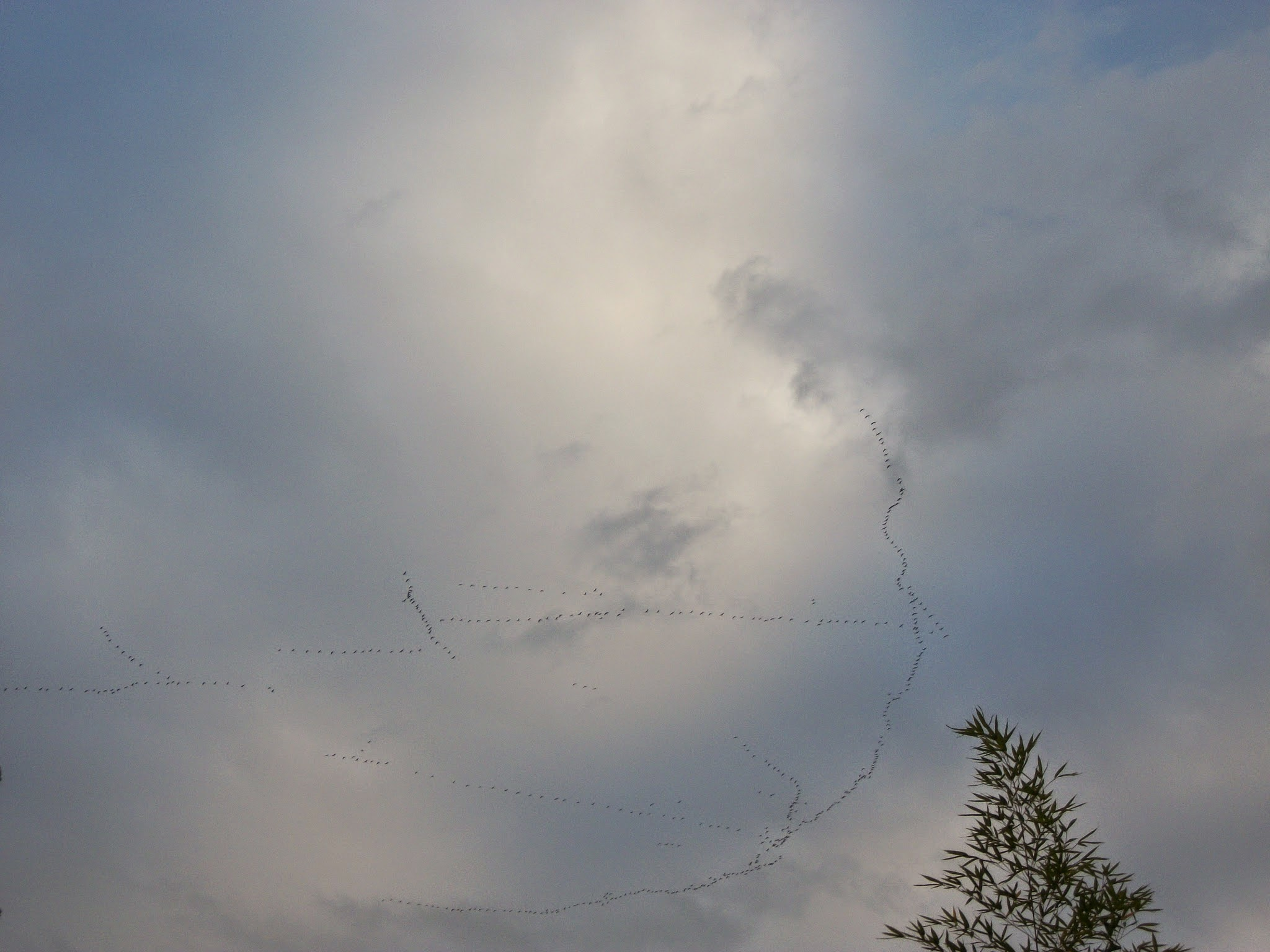
Vol de Grues cendrées survolant le Comminges.